# Число Эриксена
В учении о жидких кристаллах число Эриксена (Er) — безразмерное число для описания деформации поля директора при течении. Оно определяется как отношение вязкой силы к упругой силе. При низких числах Эриксена упругие силы превышают силы вязкости, и поэтому поле течения слабо влияет на поле директора. Это число определяется следующим образом:
{\displaystyle Er={\frac {\mu vL}{K}}},
где
- {\displaystyle \mu } — вязкость;
- {\displaystyle v} — скорость потока;
- {\displaystyle L} — характерная длина;
- {\displaystyle K} — коэффициент Франка.

Это число названо в честь американского математика Д. Эриксена.